# Svensk Stipendieförmedling
Svensk Stipendieförmedling är ett bokförlag som ger ut sammanställningar av fonder och stipendier i Sverige ur vilka det går att söka ekonomiskt stöd i olika former.